# Emmanuel Mudiay
Emmanuel Kabeya Mudiay (Kinshasa, 5 de março de 1996), é um basquetebolista profissional congolês que atualmente está sem clube após encerrar contrato de um ano com o Utah Jazz da NBA. O jogador que atua na posição armador mede 1,96m e pesa 91kg. Iniciou sua carreira profissional jogando no basquetebol chinês e foi escolhido como 7ª escolha geral no Draft da NBA de 2015 pelo Denver Nuggets, clube o qual defendeu até 2018.